# Emboscada de la Avenida Zarumilla
La emboscada de la avenida Zarumilla fue un ataque terrorista realizado por el Movimiento Revolucionario Túpac Amaru (MRTA) contra efectivos de la Policía Nacional del Perú en la referida avenida el 20 de octubre de 1990.

## Atentado
A la 1:30 de la tarde del 20 de octubre de 1990, un patrullero conducido por los sargentos Washington Aparco Bellota y Emilio Sáenz Medina se trasladaban por la avenida Zarumilla. De manera inesperada, un grupo de 4 emerretistas disparó contra el patrullero que se encontraba en movimiento, matando de manera inmediata a Aparco (quien recibió una bala en la cabeza) e hiriendo a Sáenz (quien recibió heridas de bala en el cuello y tórax). Debido a la muerte de Aparco, quien era el conductor del patrullero, el coche recorrió media cuadra y se estrelló contra una microbús con pasajeros. Al recibir el impacto, el microbús chocó contra una barrera de contención y estuvo a punto de volcarse. Sáenz, que se encontraba gravemente herido en el patrullero, pidió ayuda mientras llamaba a su madre. A pesar de los intentos para rescatarlo, Sáenz falleció en el lugar.